# Айбецьке сільське поселення
Айбе́цьке сільське поселення (рос. Айбечское сельское поселение) — муніципальне утворення у складі Ібресинського району Чувашії, Росія. Адміністративний центр — присілок Айбечі.

## Населення
Населення — 1541 особа (2019, 1718 у 2010, 1654 у 2002).

## Склад
До складу поселення входять такі населені пункти:
| Населений пункт   | Населення, осіб (2002) | Населення, осіб (2010) |
| ----------------- | ---------------------- | ---------------------- |
| Айбечі, присілок  | 845                    | 890                    |
| Вудояли, присілок | 809                    | 828                    |